# Soulia

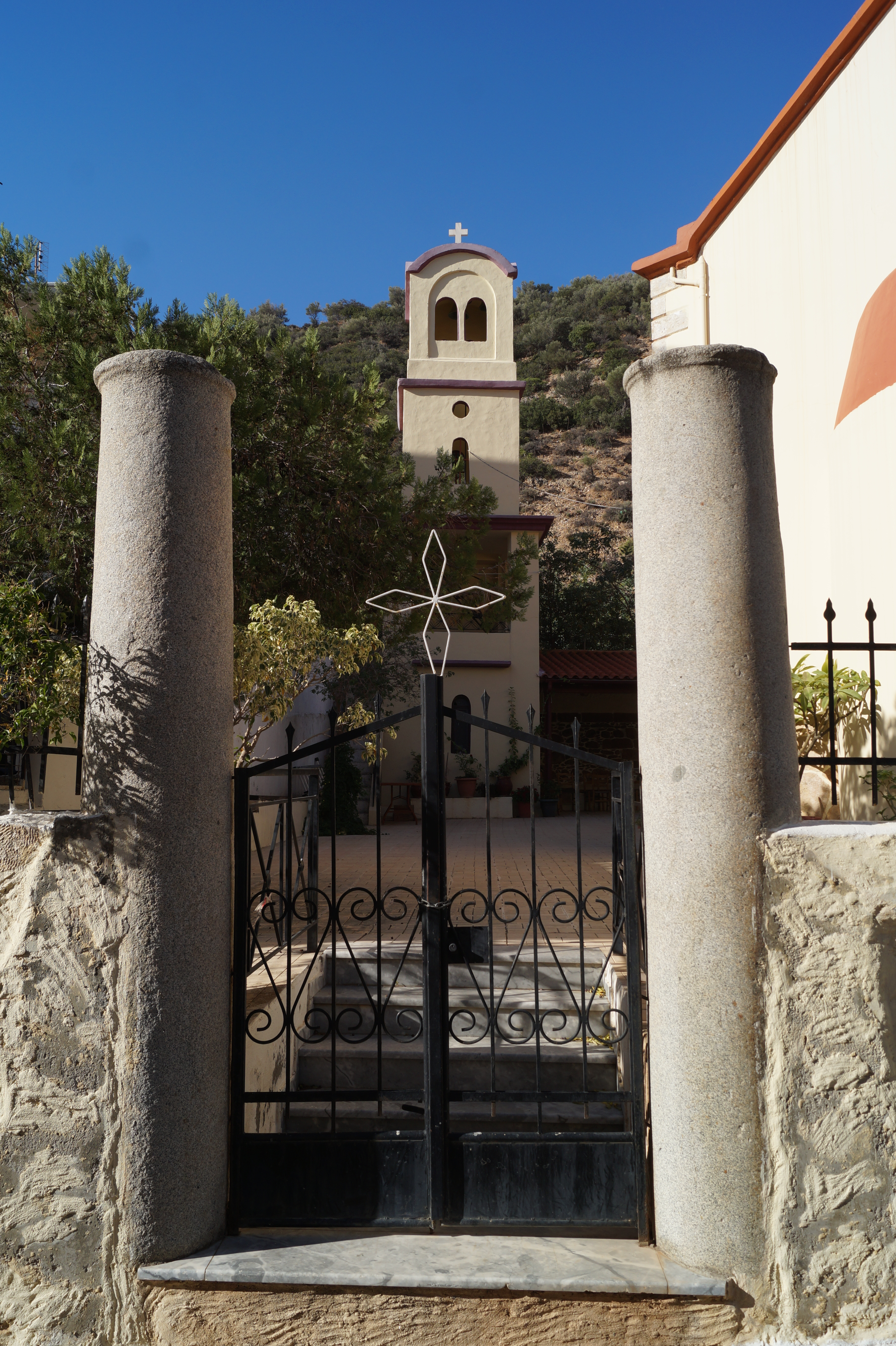
Die zwei Granitsäulen an der Kirche Tesseris Martires

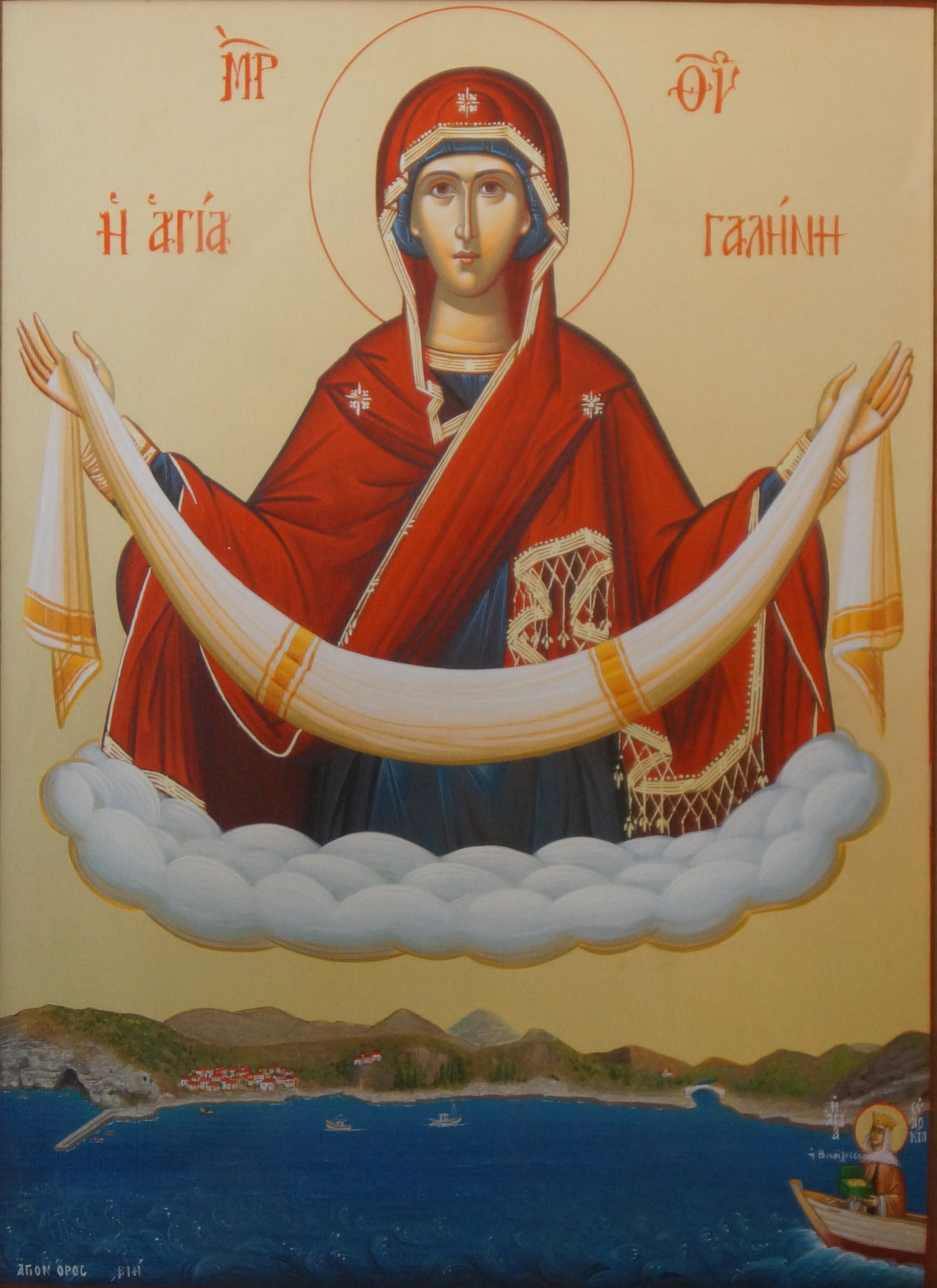
Ikone der Agia Galini zeigt im unteren Bereich wie Aelia Eudocia wohlbehalten den Hafen von Soulia erreicht.

Soulia (altgriechisch Σουλία; lat. Sulia) oder Soulena (altgriechisch Σουλήνα) war eine antike Stadt im Süden Kretas. Sie war die Hafenstadt von Sybrita und lag beim heutigen Agia Galini.

## Überlieferung
Die Stadt Soulia findet nur im Stadiasmus Maris Magni und der Chronik des Hippolyt von Rom (um 235) Erwähnung. Laut diesen lag sie 65 Stadien, also etwa 12 km, von Matala entfernt bei einem Vorgebirge, das nach Süden ins Meer ragte und der Hafen und das Wasser sollen hervorragend gewesen sein. Der Hafen von Psychea soll 12 Stadien, also etwa 2 km westlich gelegen haben. Man identifiziert es jedoch mit dem etwa 11 km westlich gelegenen Agios Pavlos.
Beim Hafen von Soulia soll sich die Grotte befunden haben, in die Minos Daidalos und Ikaros einsperren ließ, da Daidalos Theseus geholfen hatte, aus dem Labyrinth zu entkommen. Daidalos konstruierte Flügel, mit denen sie schließlich fliehen konnten, ohne von den Schiffen vor der Küste abgefangen zu werden.
Als Aelia Eudocia, die Gattin des oströmischen Kaisers Theodosius II., 443 ein zweites Mal nach Jerusalem reiste, geriet ihr Schiff in einen Sturm. Sie betete zu Maria und bat sie um Beistand. Das Schiff erreichte schließlich wohlbehalten den Hafen von Soulia. Aus Dankbarkeit weihte Aelia Eudocia dort eine Kirche der Heiligen Ruhe (Agia Galini). Diese Kirche stand vermutlich an der Stelle, an der heute die Friedhofskirche von Agia Galini steht.

## Erforschung
Cristoforo Buondelmonti beschrieb bereits 1417 den Ort, den er Suveta oder Succeta nannte und kurz zuvor besucht hatte. Mönche eines Klosters nannten den Ort bereits Agia Galini. 1837 wiederholte Robert Pashley und 1872 Conrad Bursian die Identifizierung von Agia Galini mit dem antiken Soulia. Sie hatten beiden den Ort aber nie selbst besucht.
Als man ab 1884 den Ort Agia Galini in der Bucht neu gründete, entdeckte man zahlreiche antike Steine, Inschriften und Tonscherben. Blöcke mit Inschriften wurden zum Teil für den Bau neuer Häuser verwendet. Etwa zu dieser Zeit besuchte der französische Archäologe Georges Doublet den Ort und kopierte vier Inschriften. 1896 erfasste Federico Halbherr weitere Inschriften.

## Beschreibung
Überreste eines Tempels entdeckte man in der Nähe des Hafens von Agia Galini, auf einer leichten Anhöhe östlich des trockenen Bachbettes, das westlich des Hafens ins Meer mündet. Der Platis, der in der Antike Elektra genannt wurde, mündet etwa 600 m weiter östlich. Anhand von Inschriften kann der Tempel der Göttin Artemis, die wohl die Hauptgöttin des Ortes war, zugeordnet werden. Neben zwei Säulen aus ägyptischem Granit von 4,10 m Länge und einem Durchmesser von 0,45 m, die heute den Eingang zum Kirchhof der Tesseris-Martires-Kirche von Agia Galini flankieren, fand man ionische Säulenkapitelle. Man datiert den Tempel anhand dieser Kapitelle in die spätrömische Kaiserzeit (3. Jahrhundert). Da die Inschriften vom 4/3. Jahrhundert v. Chr. bis in römische Zeit reichten, geht man davon aus, dass es einen älteren Vorgängerbau gab. Um den Tempel fand man die Grundmauern von einfachen Gebäuden. Eine Inschrift aus dem 2. Jahrhundert v. Chr. wurde im Artemis-Heiligtum aus Dankbarkeit der glücklichen Umsegelung des Kaps Samonion an Athena Sammonia gestiftet. Am Hafen fand man eine römische Betonmauer, die vermutlich als Kai diente.
Die Akropolis von Soulia vermutet man etwa 600 m nordöstlich des Hafens und etwa 200 m nordwestlich der Friedhofskirche von Agia Galini. Von hier aus konnte man das Platis-Tal überblicken. Man fand hier und weiter unten bei der Friedhofskirche alte Mauerreste, Ziegelfragmente und Tonscherben, die von der Antike über die byzantinische Zeit bis zur Neuzeit reichten. Im oberen Teil des Ortes wurden in der Vergangenheit römische Gräber entdeckt, die jedoch nicht dokumentiert wurden. Man vermutet, dass es sich bei den unregelmäßigen Höhlungen an der Hauptstraße um Reste dieser Gräber handelt.
Da man bisher keine Münzen von Soulia fand, geht man davon aus, dass es nie selbständig war und deshalb keine Münzen prägte. Um 640 n. Chr. wurde die Stadt von arabischen Piraten zerstört. Etwa 3 km südwestlich des Ortes fand man das Schiffswrack vom Kap Kakoskalo, das im 3. Jahrhundert gesunken war.